# Justyn Knight
Justyn Knight (né le 19 juillet 1996) est un athlète canadien spécialiste des courses de fond.

## Biographie
Il participe aux championnats du monde 2017 et se qualifie pour la finale du 5 000 mètres.
Il se classe 10e des championnats du monde 2019 à Doha sur 5 000 m.
Le 9 mai 2021, il court 3 minutes et 33 secondes sur 1 500 mètres, à Walnut, aux États-Unis. Il descend ainsi sous le standard olympique fixé à 3 minutes et 35 secondes.

## Palmarès
| Date | Compétition           | Lieu    | Résultat | Épreuve | Temps          |
| ---- | --------------------- | ------- | -------- | ------- | -------------- |
| 2017 | Championnats du monde | Londres | 9e       | 5 000 m | 13 min 39 s 15 |
| 2019 | Championnats du monde | Doha    | 10e      | 5 000 m | 13 min 26 s 63 |
| 2021 | Jeux olympiques       | Tokyo   | 7e       | 5 000 m | 13 min 4 s 38  |

## Records
| Épreuve | Temps          | Lieu     | Date            |
| ------- | -------------- | -------- | --------------- |
| 1500 m  | 3 min 33 s 41  | Walnut   | 9 mai 2021      |
| 2 miles | 8 min 13 s 92  | New York | 13 février 2021 |
| 5 000 m | 12 min 51 s 93 | Rome     | 6 juin 2019     |